# Józef Vaina

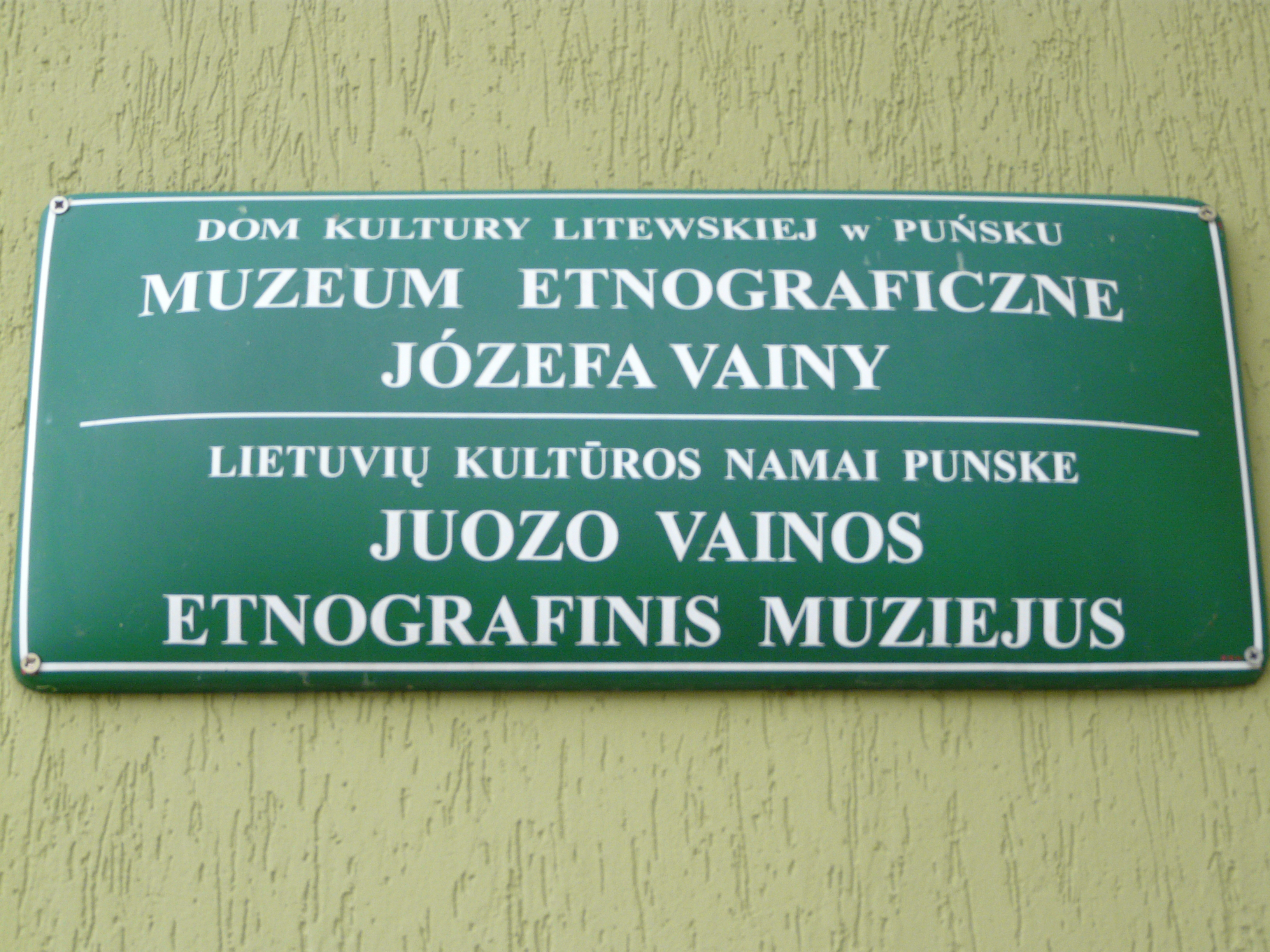
Tablica w Muzeum Etnograficznym im. Vainy w Puńsku

Józef Wiktor Vaina (lit. Juozas Vaina; ur. 1916 w Widugierach, zm. 2011) – polski i litewski pedagog, społecznik i kolekcjoner. Działał w Litewskim Towarzystwie Społeczno-Kulturalnym. Pisał książki o folklorze i etnografii regionu, był aktywny na łamach czasopisma „Aušra”.
Jego kolekcja stanowi znaczącą część Muzeum Etnograficznego w Puńsku, które założył po przejściu na emeryturę. Muzeum mieści się w Domu Kultury Litewskiej w Puńsku.
Za swoją działalność otrzymał litewskie i polskie odznaczenia państwowe, w tym m.in. „Za zasługi dla Litwy”, Krzyż Polonia Restituta, Złoty Krzyż Zasługi, Order Wielkiego Księcia Giedymina.
W 2000 r. został laureatem Nagrody im. Oskara Kolberga.